# Màscara mortuòria

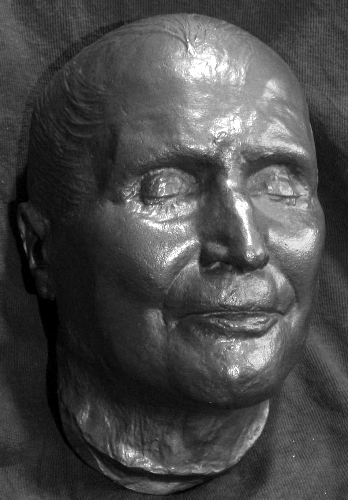
Mascara mortuòria de Pius IX.

Una màscara mortuòria és una còpia fidel del rostre d'una persona morta recentment obtinguda per la tècnica de buidat a guix i després reproduïda per mitjà de materials fluids de punt de fusió com ara  cera d'abelles o aquest mateix material combinats amb resines per tal d'obtenir un retrat a tres dimensions positiu de la cara, el més proper al rostre en vida del difunt.

## Història
Moltes fonts citen l'edat mitjana com l'època en què es va propagar aquesta moda fúnebre a les altes esferes socials d'obtenir una còpia fidel del rostre d'un personatge tingut per principal en la societat d'aquell. Aquest costum fou comú en l'antiga Roma i a l'Egipte dels faraons. A Europa, el costum d'obtenir un retrat fidel del mort es va intensificar en els  segles XVIII i  XIX.
A l'antiga Roma, el cos de Juli Cèsar va ser cobert amb materials enduridors i després buidat en cera d'abelles per ser exhibit als peus de Marc Antoni a l'escalinata del Senat. A l'antic Egipte, durant l'època posterior a la dinastia Ptolemaica la tècnica va ser construir sarcòfags amb el retrat del difunt en ell. A l'Alemanya nazi, la cara de l'alt dignatari de les SS, Reinhard Heydrich va ser objecte d'un tractament de màscara mortuòria.
Actualment, la policia forense utilitza aquesta tècnica per reconstruir rostres de víctimes i victimaris utilitzant avançades tècniques informàtiques. També és usada per fer còpies de rostres de persones en vida usant polímers com ara resina, poliuretà, etc.
Molts personatges històrics han deixat un llegat post mortem del seu rostre. A continuació veiem uns exemples ordenats per la data de defunció.
- 44 aC - Juli Cèsar
- 1321 - Dante Alighieri
- 1616 - William Shakespeare
- 1790 - Benjamin Franklin
- 1799 - George Washington
- 1821 - Napoleó Bonaparte
- 1827 - Ludwig van Beethoven
- 1865 - Abraham Lincoln
- 1870 - Justo José de Urquiza
- 1872 - Benito Juárez
- 1926 - Antoni Gaudí
- 1935 - Alban Berg
- 1980 - Alfred Hitchcock